# Big Bend (California)
Big Bend es un lugar designado por el censo ubicado en el condado de Shasta en el estado estadounidense de California. En el año 2000 tenía una población de 149 habitantes y una densidad poblacional de 10 personas por km².

## Geografía
Big Bend se encuentra ubicado en las coordenadas 41°1′11″N 121°54′28″O / 41.01972, -121.90778. Según la Oficina del Censo, la ciudad tiene un área total de 14,8 km² (5,7 mi²), de la cual 14,8 km² (5,7 mi²) es tierra y 0 km² (0 mi²) (0%) es agua.

## Demografía
Según la Oficina del Censo en 2000 los ingresos medios por hogar en la localidad eran de $23,750, y los ingresos medios por familia eran $23,000. Los hombres tenían unos ingresos medios de $33,750 frente a los $40,625 para las mujeres. La renta per cápita para la localidad era de $16,183. Alrededor del 45.2% de la población estaban por debajo del umbral de pobreza.